# 김천만
김천만(金千萬, 1955년 12월 1일 ~ 2015년 2월 19일)은 대한민국의 배우이다.

## 출연 작품

### 영화
- 《언제나 그 자리에》 (1990년)
- 《매춘녀의 일기》 (1989년)
- 《병사는 돌아왔는가》 (1984년)
- 《일송정 푸른솔은》 (1983년) - 신입병사 역
- 《종군수첩》 (1981년)
- 《물보라》 (1980년)
- 《비목》 (1979년)
- 《꽃신》 (1978년)
- 《상록수》 (1978년)
- 《사랑의 나그네》 (1977년)
- 《도솔산 최후의 날》 (1977년)
- 《낙도의 무지개》 (1972년)
- 《저 하늘에도 슬픔이 2》 (1970년)
- 《사나이 세계》 (1969년)
- 《맨발의 영광》 (1968년)
- 《슬픔은 파도를 넘어》 (1968년)
- 《소령 강재구》 (1966년)
- 《태양은 다시 뜬다》 (1966년)
- 《뜬구름아 말물어 보자》 (1966년)
- 《동대문시장 훈이 엄마》 (1966년)
- 《내 주먹을 사라》 (1966년)
- 《저 하늘에도 슬픔이》 (1965년) - 이윤복 역
- 《이 땅에도 저 별빛을》 (1965년)

### 드라마
- 《정도전》 (2014년, KBS1) - 김완 역
- 《KBS 드라마 스페셜 - 복마전》 (2012년, KBS2) - 행정과장 역
- 《광개토태왕》 (2011년, KBS1)
- 《KBS 드라마 스페셜 - 제 7요일》 (2011년, KBS2) - 효만 역
- 《KBS 드라마 스페셜 연작 시리즈 - 사백년의 꿈》 (2011년, KBS2) - 조 현감 역
- 《별순검 시즌 3》 (2010년, MBC드라마넷)
- 《거상 김만덕》 (2010년, KBS1)
- 《그대의 풍경》 (2007년, KBS1)
- 《왕의 여자》 (2003년, SBS)
- 《태조 왕건》 (2000년, KBS1)
- 《백번 선본 여자》(1992년, KBS2)
- 《대추나무 사랑걸렸네》 (1990년, KBS2) - 만수 역
- 《왕조의 세월》(1990, KBS1)
- 《꽃 피고 새 울면》(1990, KBS2)
- 《구리반지》 (1990년, KBS1)
- 《사랑의 굴레》 (1989년, KBS2)
- 《지포리에서 생긴 일》(1989년, KBS1)
- 《영원의 미소》 (1987년, KBS1)
- 《황토》(1985년, KBS1)
- 《전우》 (1975년, KBS)

## 수상
- 한국연극영화예술인상
- 부일영화상 특별상
- 제2회 백상예술대상 영화 특별상